# Кенет Каунда
Кенет Дејвид Каунда (енгл. Kenneth David Kaunda; Чинсали, 28. април 1924 — Лусака, 17. јун 2021) познат и као KK био је први председник Замбије, од 1964. године до 1991. године.

## Биографија
Рођен је 1924. године у месту Чинсали, на северу Северне Родезије (данашња Замбија) у породици протестантског мисионара.
Био је један од вођа у борби за независност Замбије од Уједињеног Краљевства. Залагао се за окончање власти беле мањине, која је тада имала само 1,84% становништва. Био је ухапшен 1955. године и осуђен на два месеца затвора због дељења за власти субверзивне литературе. Поново је осуђен 1959. године на деветомесечну робију. Током 1961. године организовао је кампању грађанске непослушности. Предводећи „Уједињену националну партију независности“ победио је на изборима јануара 1964. године и постао председник владе Доминиона Замбије. После стицања независности, 24. октобра 1964. године постао је први председник Замбије.
Као политичар, развијао је национални образовни систем, отворио Универзитет у Лусаки, тежио искорењивању неписмености и модернизацији земље. Национализовао је велике државне компаније што је значајно увећало државне приходе. Спроводио је политику афричког социјализма (попут Џулијуса Њеререа и Кваме Нкруме). Замбија је постала једнопартијска држава у којој је Кенет имао апсолутну власт и створио култ своје личности. Његов идеолошки програм је био под именом „Замбијски хуманизам“. Замбија је у време стицања независности имала само 109 људи са завршеним факултетом. Кенет Каунда је основао Замбијски Универзитет, који броји 10.000 студената. Замбија је 1964. године била потпуно под контролом страних компанија, а минерални ресурси су углавном били под контролом Британске јужноафричке компаније, која је извлачила сву добит.
У спољној политици био је посредник између режима апартхејда у Јужној Африци и земаља црне Африке, зашта је критикован. Примао је у Замбију дисиденте из околних земаља и нарочито био критичан према руководству Јужне Родезије (данас Зимбабве). Замбију је увео у Покрет несврстаности, у коме је Замбија председавала 1970—1973. Био је близак пријатељ југословенског председника Јосипа Броза Тита, на чијој се сахрани 1980. године расплакао поред ковчега. Били су толико блиски да је Каунда саградио кућу у Лусаки посебно за Титове посете.
Његов заштитни знак је била бела марамица коју је често носио.
Године 1991. Кенет Каунда је услишио критике и дозволио вишестраначке изборе у земљи. На њима је победио „Покрет за вишепартијску демократију“, чији је лидер Фредерик Чилуба постао председник 2. новембра 1991. године.
После напуштања политичког живота, повремено се бавио хуманитарним радом.